# Luke Doerner

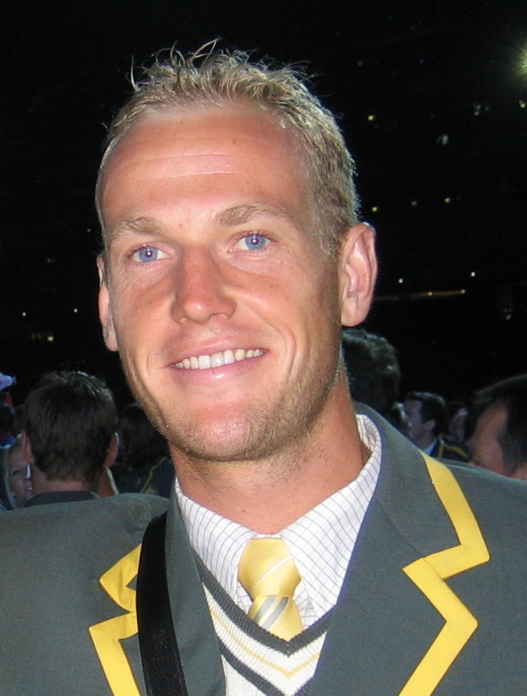
Luke Doerner (2006)

Luke Doerner (* 23. August 1979 in Melbourne) ist ein ehemaliger australischer Hockeyspieler, der mit der australischen Hockeynationalmannschaft 2008 Olympiadritter war. 2010 war er Weltmeister und 2006 Weltmeisterschaftszweiter, bei den Commonwealth Games gehörte er 2006 und 2010 zur siegreichen Mannschaft.

## Sportliche Karriere
Luke Doerner studierte Recreation (Körperliche Erholung) an der Victoria University und schloss das Studium 2003 ab. Von 2005 bis 2012 spielte er für die Nationalmannschaft. In 175 Länderspielen erzielte der Strafeckenspezialist 112 Tore.
Im März 2006 fanden in Melbourne die Commonwealth Games statt. Die Australier besiegten im Finale die Mannschaft Pakistans mit 3:0. Im September wurde die Weltmeisterschaft in Mönchengladbach ausgetragen. Die Australier gewannen ihre Vorrundengruppe vor den Spaniern und besiegten im Halbfinale die Südkoreaner mit 4:2. Im Finale unterlagen die Australier der deutschen Mannschaft mit 3:4.
2008 bei den Olympischen Spielen in Peking belegten die Australier den zweiten Platz in ihrer Vorrundengruppe hinter den Niederländern. Im Halbfinale unterlagen sie der spanischen Mannschaft mit 2:3. Im Spiel um die Bronzemedaille bezwangen sie die Niederlande mit 6:2. Doerner erzielte im Turnierverlauf zwei Tore, eines im Vorrundenspiel gegen die Niederlande und eins im Spiel um den dritten Platz gegen den gleichen Gegner.
Im März 2010 fand in Neu-Delhi die Weltmeisterschaft statt. Die Australier gewannen ihre Vorrundengruppe vor der englischen Mannschaft. Im Halbfinale bezwangen die Australier die Niederländer mit 2:1, im Finale besiegten sie die deutsche Mannschaft ebenfalls mit 2:1. Doerner war mit acht Treffern Torschützenkönig des Turniers. Unter anderem erzielte er in der 60. Minute des Finales den Siegtreffer für die australische Mannschaft. Ein halbes Jahr später fanden in Delhi die Commonwealth Games 2010 statt. Im Finale bezwangen die Australier die Mannschaft aus dem Gastgeberland Indien klar. Von 2008 bis 2011 gewann Doerner viermal in Folge mit der australischen Mannschaft die FIH Champions Trophy. Die Champions Trophy 2011 war sein letztes großes internationales Turnier.